# Luna

Стандартная панель задач в Windows XP

Luna — кодовое название визуальной схемы оформления, используемой в Windows XP по умолчанию.
Тема официально называется Windows XP Style и доступна в трёх цветовых схемах:
- Синий (Blue)
- Серебристый (Silver)
- Оливковый (Olive)

По умолчанию используется синяя цветовая схема вместе с обоями Bliss (в русской локализации — «Безмятежность»).
По сравнению с предыдущими версиями Windows, в новой схеме оформления уделено большее внимание визуальной привлекательности операционной системы, часто используя точечные рисунки (bitmaps) в интерфейсе совместно с округленной формой окон, а также CSS для точной компоновки элементов.
В издании Media Center Edition 2005 Luna была дополнена темой Energy Blue (Royale) и вариантом Royale, дополненной оформлением от Zune.
В операционной системе Windows Vista на смену Luna пришел интерфейс Windows Aero.